# Flexibacter
Flexibacter ist eine Gattung von Bakterien, die zu der Abteilung der Bacteroidetes gehört. Die Typusart ist Flexibacter flexilis. Arten von Flexibacter sind wichtige Bodenbakterien und leisten vermutlich einen wesentlichen Beitrag zu der Zersetzung von Pflanzenresten.

## Erscheinungsbild
Die Zellen von Flexibacter sind stäbchenförmig und 0,2 bis 0,6 µm breit und zwischen 10 und 50 µm lang. Flagellen sind nicht vorhanden. Die Zellen sind filamentös, sie bilden lange Fäden. Diese Filamente zerfallen meist in älteren Kulturen in kurze Stäbchen. Flexibacter ist durch Gleiten motil. Sporen werden nicht gebildet. Der Gram-Test ist negativ. Die Kolonien sind gelb bis orange oder rot gefärbt, manchmal aber auch nur sehr matt oder ganz farbenlos. Die Pigmente sind bei vielen Arten Carotinoide und/oder Flexirubin.

## Wachstum und Stoffwechsel
Arten von Flexibacter sind aerob, die Art F. canadensis (nun als Solitalea canadensis geführt) ist fakultativ anaerob. Der Stoffwechsel ist chemo-organotroph. Die meisten Arten können Chitin hydrolysieren. Die Filamente haften sich an Pflanzenreste, durch das Gleiten können sie neue Gebiete erschließen. Sie kommen im Boden und Gewässersedimenten in Meer- und Süßwasser auf Pflanzenresten vor. Im Gegensatz zu den nah verwandten Bakterienarten Cytophaga und Sporocytophaga kann Cellulose aber nicht genutzt werden.

## Systematik
Mehrere Arten wurden umgestellt. So wird z. B. die Art Flexibacter columnaris als Flavobacterium psychrophilum geführt, es handelt sich um den Erreger der Fischkrankheit Kaltwasserkrankheit der Salmoniden. Die Art Flexibacter tractuosus wurde zu der Gattung Marivirga als M. tractuosa gestellt. Die im Jahre 1969 eingeführte Art Flexibacter sancti zählt nun zu der Gattung Chitinophaga.
Im Juli 2024 zählten zwei Arten zu der Gattung:
- Flexibacter aurantiacus Lewin 1969
- Flexibacter flexilis Soriano 1945